# Juan Velásquez de Ovando
Juan Velásquez de Ovando (o de Obando) (* Medellín (Badajoz), 1558 - † Lima, 1627) fue clérigo extremeño que desempeñó importantes cargos en el Virreinato del Perú.

## Biografía
Sus padres fueron el licenciado Alonso Velásquez de Ovando y Beatriz López. Pasó con su familia al Perú, en el séquito del virrey Francisco Álvarez de Toledo (1568). Hizo sus estudios en el Colegio Mayor de San Felipe y San Marcos, donde obtuvo los grados de Bachiller y Maestro en Artes (1580). Prosiguió sus estudios en la Universidad de San Marcos donde obtuvo el grado de Doctor en Sagrada Teología (1585), aunque desde antes venía regentando las cátedras de Artes (1580) y luego la Nona de Sagrada Teología (1586).
Con un amplio poder de la Universidad, viajó como su procurador a España (1587): Logrando que el Rey declarase incompatible el rectorado con los cargos ejercidos en la Real Audiencia de Lima, ratificándose la alternancia de clérigos y laicos en el gobierno universitario. Además, se reconocía la autoridad del rector, para decidir en primera instancia las causas penales dentro del claustro motivadas por sus miembros.
También obtuvo el nombramiento como arcediano de la Catedral de Lima (1590). A su retorno, asumió la cátedra de Prima de Sagrada Teología (1592) y fue elegido rector sanmarquino en dos oportunidades. Dada su reputación académica, el arzobispo Toribio de Mogrovejo le confió la función de visitador general de la arquidiócesis (1594) y juez metropolitano y de apelaciones (1600). Ejerció, asimismo, el cargo de subdelegado y Comisario General de la Santa Cruzada durante diez años (desde 1600), pero al ser subrogado viajó nuevamente a España a interponer su queja. Nuevamente representaría a la Universidad en la corte. Regresó luego de dos años.
Sus restos reposan en la llamada Capilla del Arcediano, erigida a su costa en la Catedral, ornamentada con un altar, cuyo costo ascendió a 14.000 pesos, y una lámpara de plata.
| Predecesor: Antonio Arpide de Ulloa      | Rector de la Universidad de San Marcos 1595 - 1596 | Sucesor: Juan Fernández de Recalde  |
| Predecesor: Leandro de Larrinaga Salazar | Rector de la Universidad de San Marcos 1600 - 1601 | Sucesor: Francisco de León Garabito |